# 岐阜県道65号恵那御嵩線
岐阜県道65号恵那御嵩線（ぎふけんどう65ごう えなみたけせん）は、岐阜県恵那市から瑞浪市を経由して可児郡御嵩町までを結ぶ県道（主要地方道）である。全体として山間部を通っている。

## 概要

### 路線データ
- 始点：岐阜県恵那市三郷町佐々良木（国道418号交点）
- 終点：岐阜県可児郡御嵩町美佐野（国道21号交点）
- 総延長：約25.97 km
- 実延長：25.744 km[1]

## 歴史
- 1993年（平成5年）5月11日 - 建設省から、県道恵那御嵩線が恵那御嵩線として主要地方道に指定される[2]。
- 2023年（令和5年）6月3日 - 前日からの令和5年台風第2号の集中豪雨により、瑞浪市釜戸町地内の土岐川と並行する区間で路面が崩落する被害[3]。

## 路線状況

### 重複区間
- 岐阜県道421号武並土岐多治見線（瑞浪市釜戸町）
- 国道19号（瑞浪市 釜戸町交差点・中大島交差点間）
- 岐阜県道352号大西瑞浪線（瑞浪市日吉町）

### 別名
- 上街道（恵那市、瑞浪市、御嵩町）
- 旧中山道（恵那市、瑞浪市、御嵩町）

## 地理

### 通過する自治体
- 岐阜県
  - 恵那市
  - 瑞浪市
  - 可児郡
    - 御嵩町

### 交差する道路
- 国道418号（岐阜県道66号多治見恵那線重複：恵那市三郷町佐々良木）
- 岐阜県道421号武並土岐多治見線（瑞浪市釜戸町）
- 国道19号（瑞浪市 釜戸町交差点、中大島交差点）
- 岐阜県道394号大湫恵那線（瑞浪市大湫町）
- 岐阜県道352号大西瑞浪線（瑞浪市日吉町）
- 岐阜県道366号飛騨木曽川公園線（瑞浪市日吉町）
- 国道21号（可児郡御嵩町美佐野）

### 周辺
- JR中央本線釜戸駅
- 中山道大湫宿
- 中山道細久手宿